# Гветадзе, Ражден Матвеевич
Ражден Матвеевич Гветадзе (груз. რაჟდენ მათეს ძე გვეტაძე, 29 июля 1897, Цихиа, Шорапанский уезд, Кутаисская губерния — 1 декабря 1952, Тбилиси) — грузинский советский писатель и переводчик.

## Биография

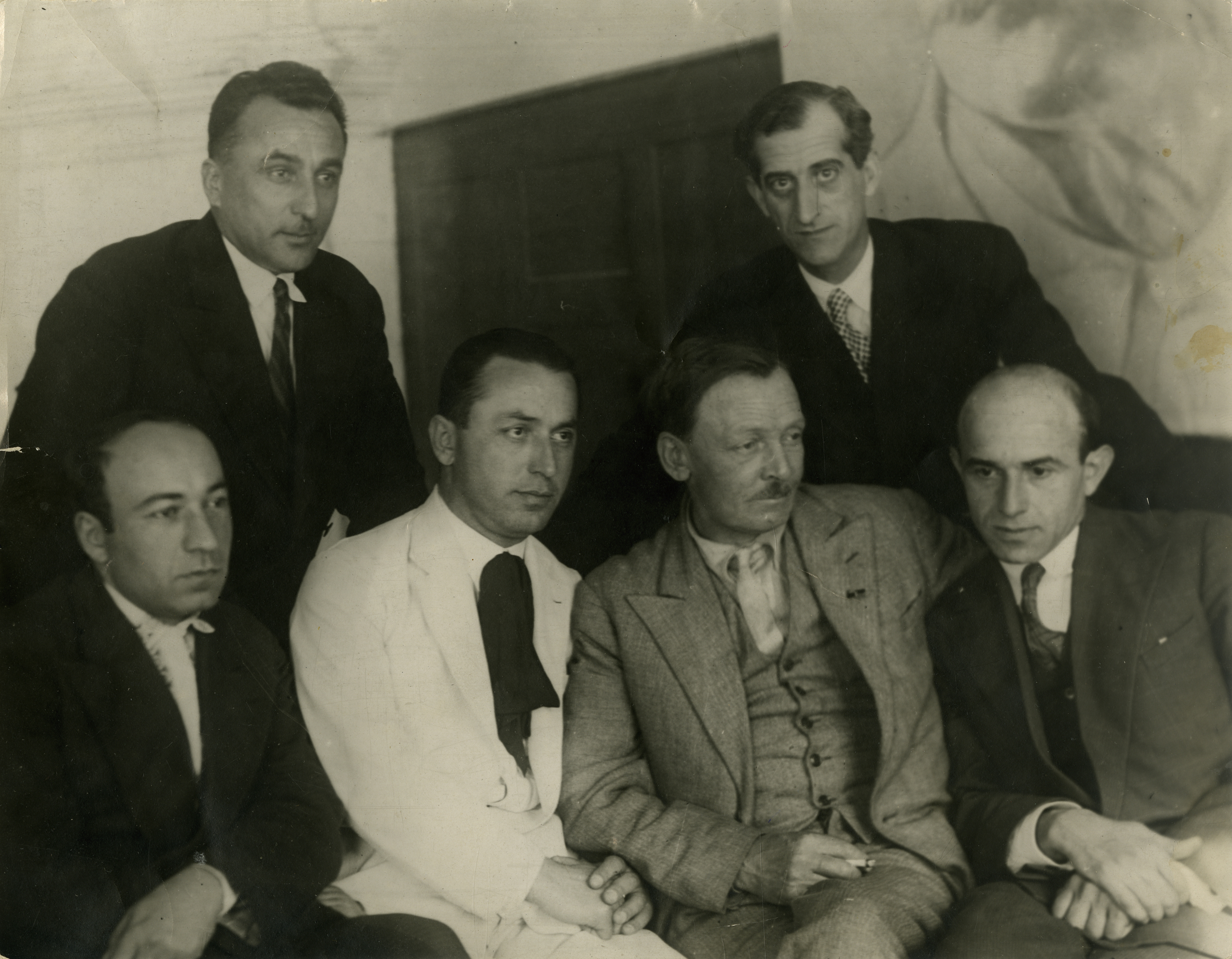
Гветадзе сидит 2-й слева

На церемонии переноса праха Бараташвили из пантеона Дидубе в пантеон Мтацминда. Справа-налево, стоят — Георгий Леонидзе, Константин Гамсахурдиа, Александр Кутатели, Владимир Глонти, Дмитрий Бенашвили, Ило Мосашвили, Павел Ингороква, Гиго Хечуашвили, Шалва Дадиани, Григол Цецхладзе, Алио Мирцхулава, Сумбаташвили (племянник Бараташвили, сын сестры Н. Бараташвили — Софии), Е. Леонидзе (жена Г. Леонидзе), Серго Клдиашвили, Платон Кешелава. Сидят Ираклий Абашидзе и Ражден Гветадзе (слева). 1938 год.

Окончив три класса, был вынужден начать работать. Одновременно учился в вечерней школе.
В тот же период сделал первые шаги в литературе. Его стихи были опубликованы в 1913 году, а в 1915 году вышла первая книга «Лунная сказка». Был близок к группе «Голубые роги», что нашло отражение в его раннем творчестве.
Первый роман «Тео» был издан в 1929 году, за ним последовала «Чиакокона», а в 1935 году — сборник романов «Вечера Лашури».
Гветадзе посвятил много прозаических и поэтических произведений патриотической войне. Среди сборников «Праведные романы», «Жизнь начинается снова», стихи «Письмо сына» и многие другие. Стихотворение «Песня Шаламберидзе» стало популярной песнью. Прозаические произведения писателя отличаются высоким профессионализмом и глубокими эмоциями, а его стихи музыкальны и просты.
Занимался переводом. Обогатил грузинскую литературу переводами памятников мировой классики, такими как древний эпос «Рамаяна», французский эпос «Песнь о Роланде». Переводил также произведения Некрасова, Франко и других русских, украинских, армянских и белорусских писателей.
В 1935—1950 годах возглавлял издательство «Федерация» («Советский писатель»).
Похоронен в пантеоне Дидубе писателей и общественных деятелей.